# Milestone
Milestone is een plaats (town) in de Canadese provincie Saskatchewan en telt 542 inwoners (2001).